# Troglocaris anophthalmus
Troglocaris anophthalmus è un crostaceo decapode troglobio d'acqua dolce appartenente alla famiglia Atyidae.

## Distribuzione e habitat
Diffuso nelle acque sotterranee dei sistemi carsici dell'Italia, della Croazia, della Slovenia e della Bosnia ed Erzegovina.

## Biologia
Poco nota.

## Stato di conservazione
Questa specie non è attualmente considerata minacciata dalla IUCN. Possibili impatti possono provenire dalla distruzione dell'habitat per costruzione di cave, miniere e altre infrastrutture, dall'eccessivo prelievo di acqua dai pozzi e dalle possibili infiltrazioni di inquinanti chimici e biologici nelle acque sotterranee.